# Arundina graminifolia
Arundina graminifolia là một loài thực vật có hoa trong họ Lan. Loài này được (D.Don) Hochr. mô tả khoa học đầu tiên năm 1910.

## Hình ảnh

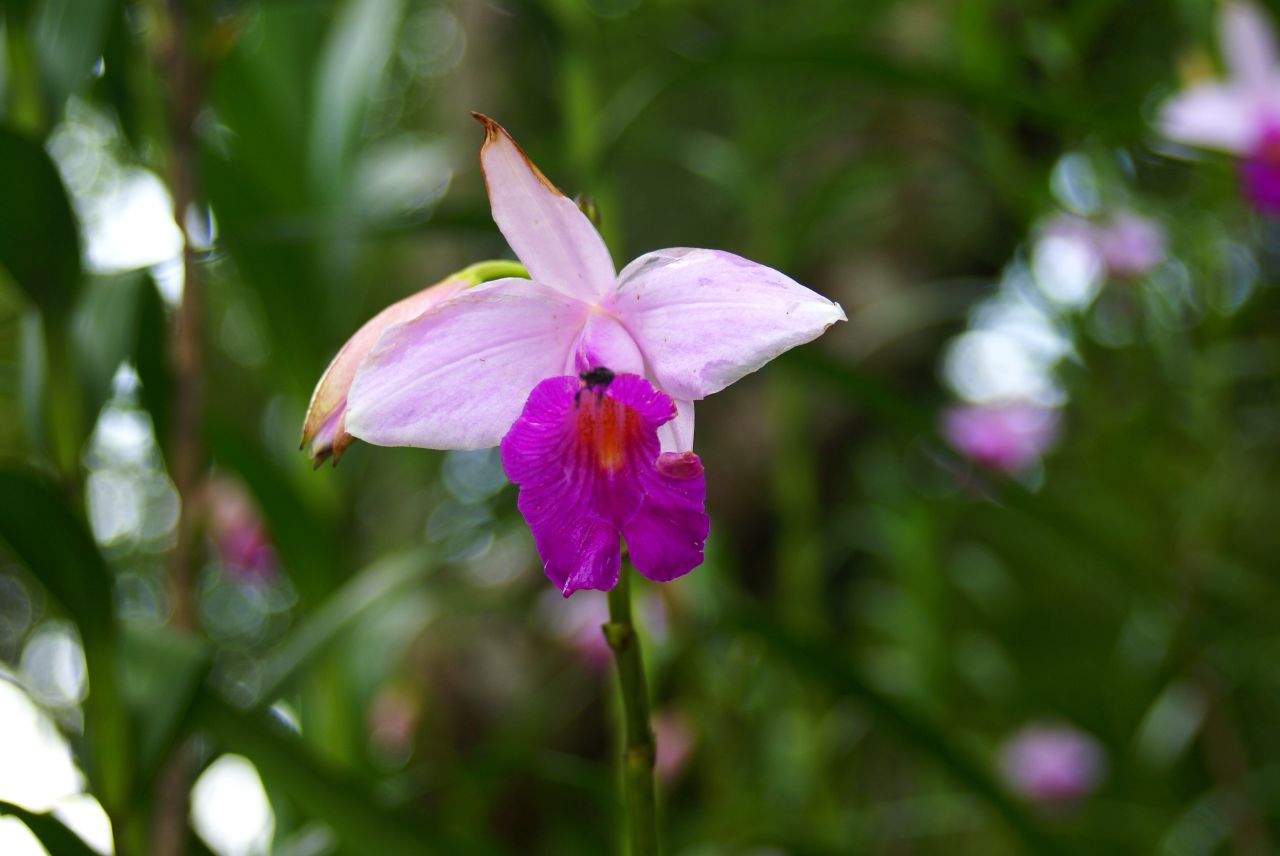
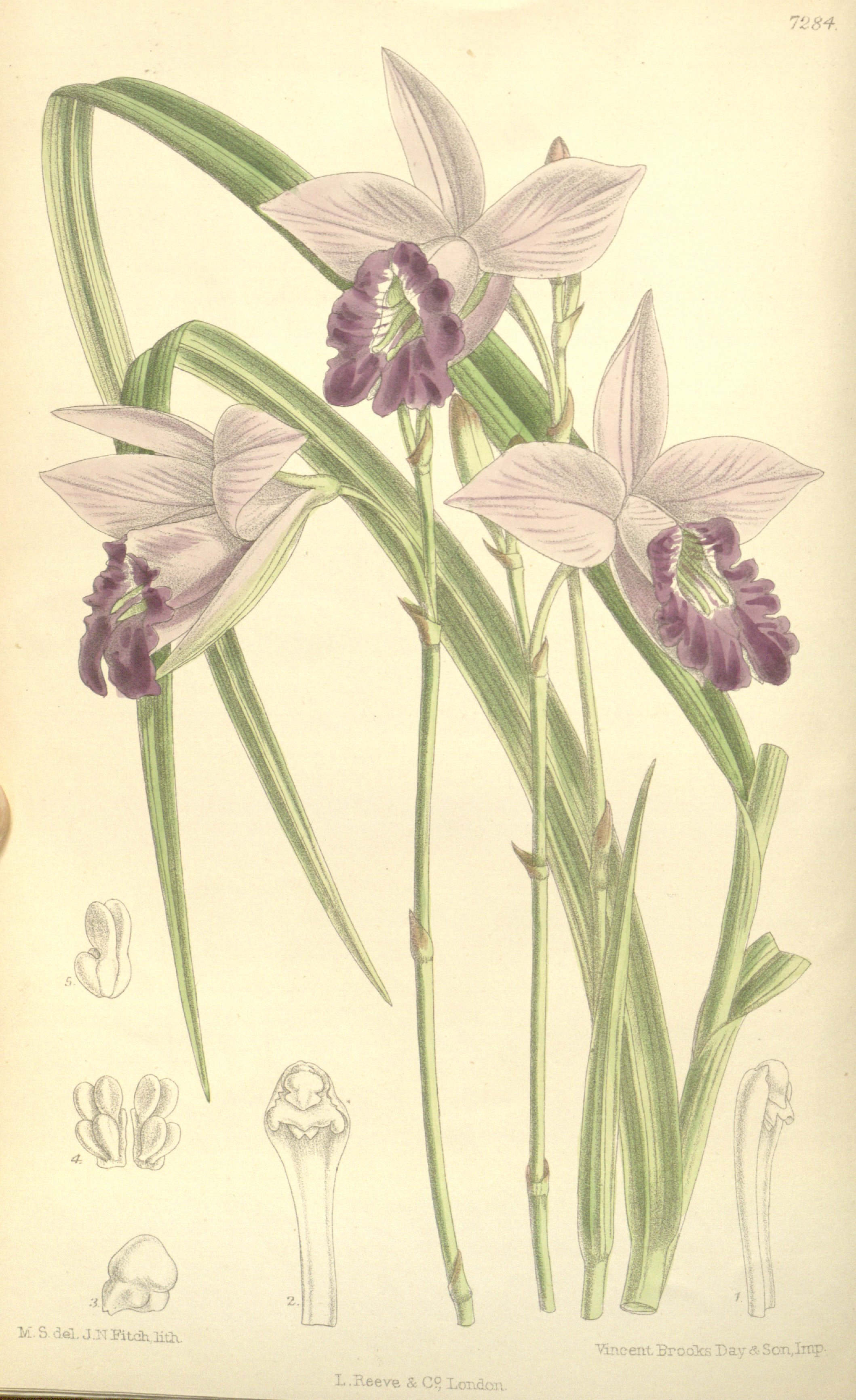
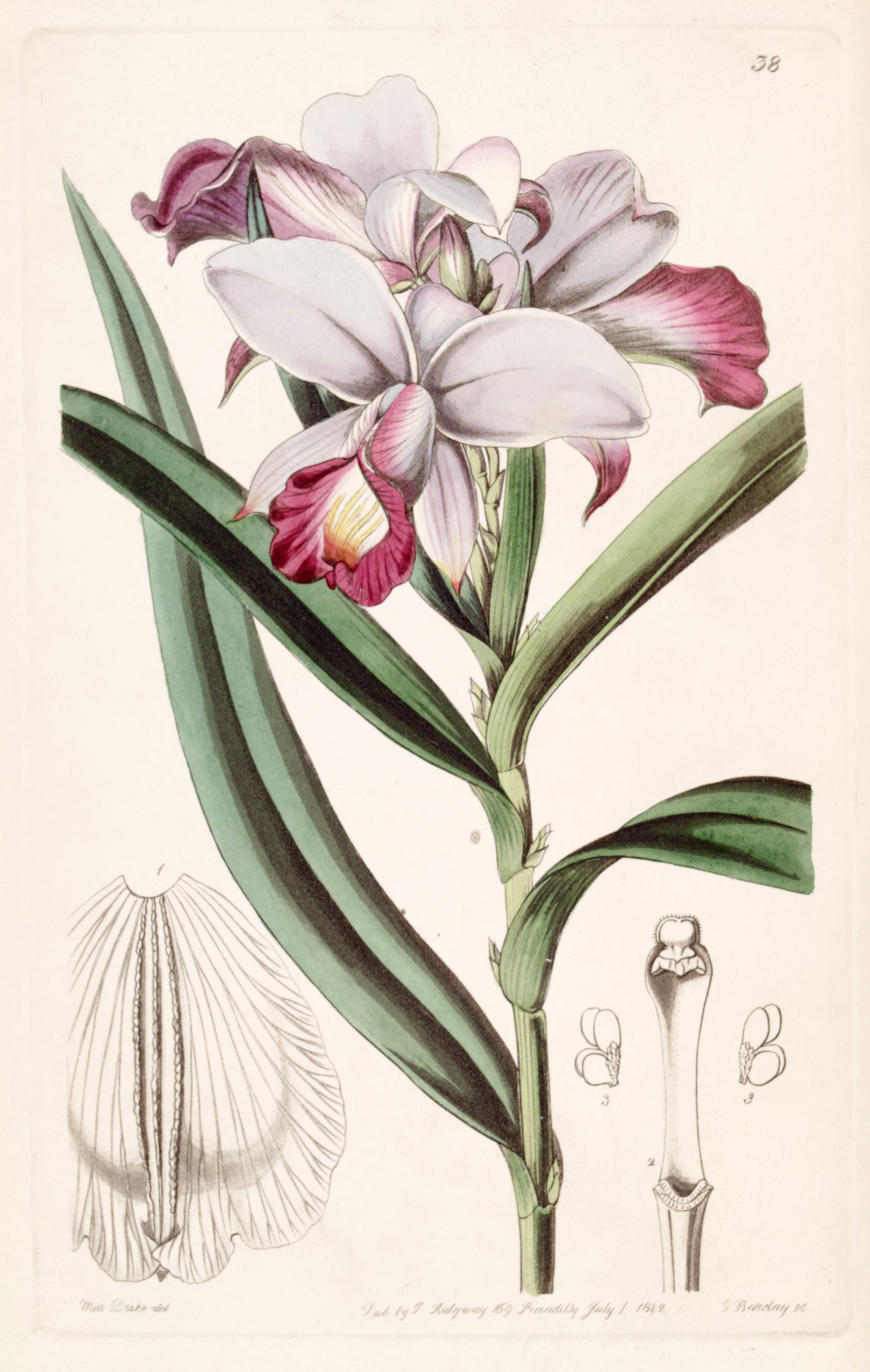
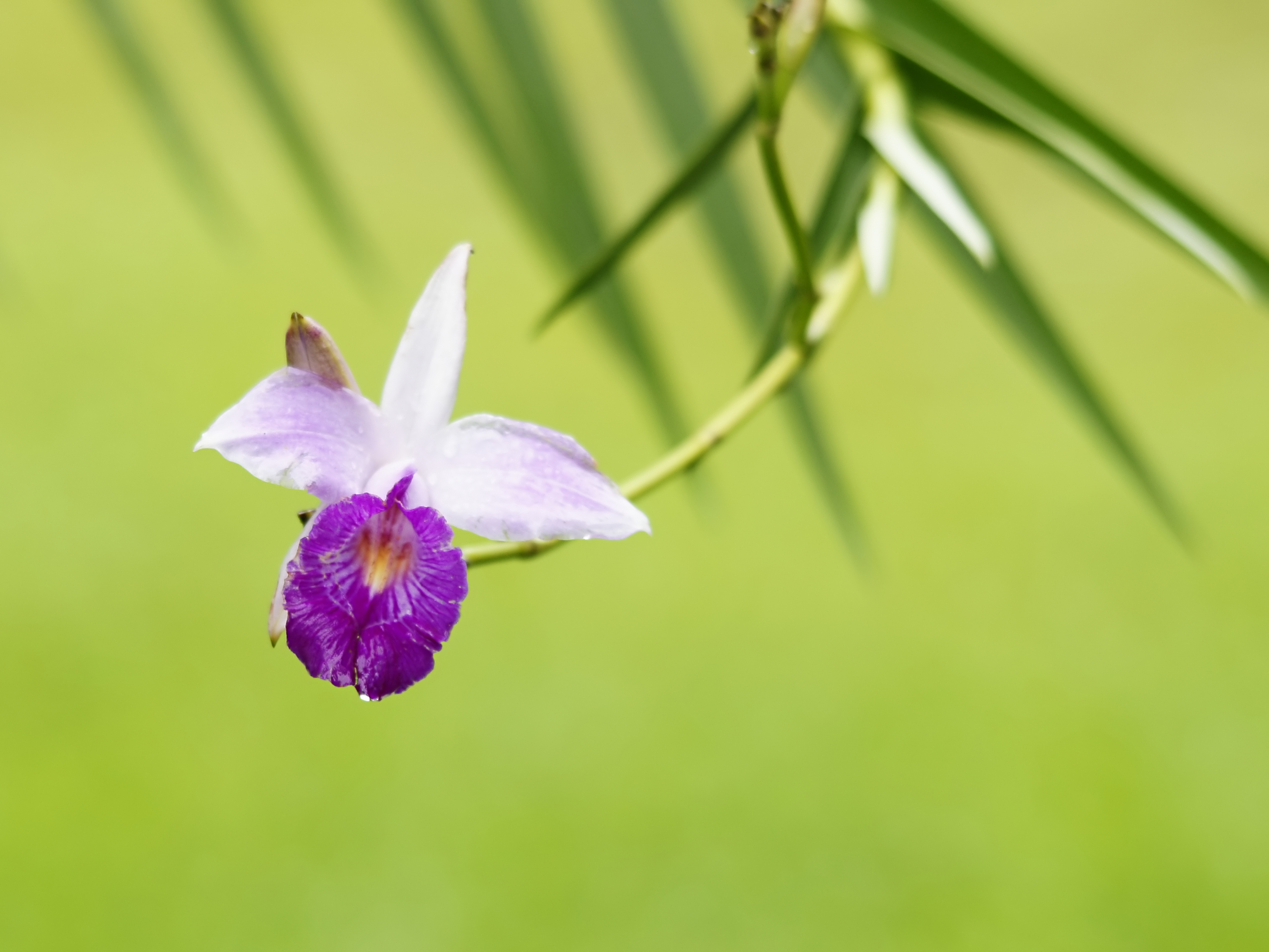